# Survivor Series (2009)
Survivor Series (2009) — двадцать третье в истории PPV-шоу Survivor Series, производства американского рестлинг-промоушна World Wrestling Entertainment (WWE). Шоу прошло 22 ноября 2009 года на арене «Веризон-центр» в Вашингтоне.
Первоначально планировалось, что это шоу станет последним шоу в линейке Survivor Series. Об этом 11 февраля 2010 года заявил глава правления WWE Винс МакМэхон. Однако, в июне 2010 года WWE начало продавать билеты на шоу Survivor Series (2010).

## Результаты

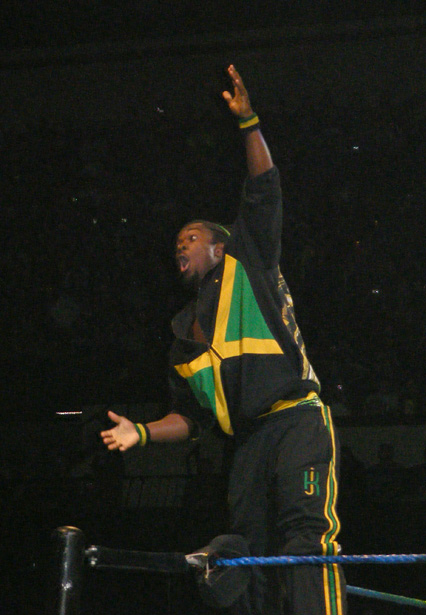
Кофи Кингстон перед матчем с командой Рэнди Ортона

| #                                | Поединки | Условия                                                       | Время |
| -------------------------------- | --- | ------------------------------------------------------------- | ----- |
| Dark                             | Сантино Марелла победил Чаво Герреро | Поединок один на один                                         | N/A   |
| 1                                | Команда Миза (Миз, Дрю Макинтайр, Шеймус, Дольф Зигглер и Джэк Сваггер) победили Команду Моррисона (Джон Моррисон, Мэтт Харди, Эван Борн, Шелтон Бенджамин и Финли) | Традиционный командный поединок на выбывание                  | 20:54 |
| 2                                | Батиста победил Рея Мистерио | Поединок один на один                                         | 06:50 |
| 3                                | Команда Кингстона (Кофи Кингстон, MVP, Марк Хенри, R-Truth и Кристиан) победили Команду Ортона (Рэнди Ортон, Коди Роудс, Тед Дибиаси, СМ Панк и Уильям Ригал)       | Традиционный командный поединок на выбывание                  | 20:40 |
| 4                                | Гробовщик (c) победил Биг Шоу и Криса Джерико | Поединок Тройная угроза за титул чемпиона мира в тяжёлом весе | 13:38 |
| 5                                | Команда Микки (Микки Джеймс, Ив Торрес, Келли Келли, Мелина и Гейл Ким) победила Команду Мишель (Мишель МакКул, Джилиан, Бет Феникс, Лейла Эл и Алисия Фокс)        | Традиционный командный поединок на выбывание                  | 10:38 |
| 6                                | Джон Сина (c) победил Triple H и Шона Майклза | Поединок Тройная Угроза за титул чемпиона WWE                 | 21:13 |
| (c) — чемпион на момент поединка | |                                                               |       |

| Роль:            | Имя:                     |
| ---------------- | ------------------------ |
| Комментатор      | Майкл Коул               |
| Комментатор      | Джерри Лоулер            |
| Комментатор      | Матт Страйкер            |
| Комментатор      | Карлос Кабрера (Spanish) |
| Комментатор      | Уго Савинович (Spanish)  |
| Берущие интервью | Тодд Гришам              |
| Берущие интервью | Джош Мэтьюз              |
| Аннонсеры        | Джастин Робертс (Raw)    |
| Аннонсеры        | Тони Чимел (SmackDown)   |
| Рефери           | Scott Armstrong          |
| Рефери           | Mike Chioda              |
| Рефери           | John Cone                |
| Рефери           | Jack Doan                |
| Рефери           | Jim Korderas             |
| Рефери           | Justin King              |
| Рефери           | Aaron «Goose» Mahoney    |
| Рефери           | Charles Robinson         |

Survivor Series Elimination Matches
| Выбывание    | Рестлер                                   | Команда                                   | Кем был выбит                             | Приём                                     | Время                                     |
| ------------ | ----------------------------------------- | ----------------------------------------- | ----------------------------------------- | ----------------------------------------- | ----------------------------------------- |
| 1            | Дольф Зигглер                             | Команда Миза                              | Эван Борн                                 | Air Bourne                                | 03:57                                     |
| 2            | Эван Борн                                 | Команда Моррисона                         | Дрю Макинтайр                             | Future Shock DDT                          | 04:11                                     |
| 3            | Финли                                     | Команда Моррисона                         | Шеймус                                    | Brogue Kick                               | 05:09                                     |
| 4            | Джэк Сваггер                              | Команда Миза                              | Джон Моррисон                             | Starship Pain                             | 12:09                                     |
| 5            | Шелтон Бенджамин                          | Команда Моррисона                         | Миз                                       | Skull-Crushing Finale                     | 14:58                                     |
| 6            | Мэтт Харди                                | Команда Моррисона                         | Дрю Макинтайр                             | Future Shock DDT                          | 17:10                                     |
| 7            | Джон Моррисон                             | Команда Моррисона                         | Шеймус                                    | High Cross                                | 20:54                                     |
| Выживший(е): | Миз, Шеймус, Дрю Макинтайр (Команда Миза) | Миз, Шеймус, Дрю Макинтайр (Команда Миза) | Миз, Шеймус, Дрю Макинтайр (Команда Миза) | Миз, Шеймус, Дрю Макинтайр (Команда Миза) | Миз, Шеймус, Дрю Макинтайр (Команда Миза) |

| Выбывание    | Рестлер                           | Команда                           | Кем был выбит                     | Приём                             | Время                             |
| ------------ | --------------------------------- | --------------------------------- | --------------------------------- | --------------------------------- | --------------------------------- |
| 1            | Марк Хенри                        | Команда Кингстона                 | Рэнди Ортон                       | RKO                               | 00:50                             |
| 2            | R-Truth                           | Команда Кингстона                 | CM Punk                           | Go To Sleep                       | 03:07                             |
| 3            | Тед Дибиаси                       | Команда Ортона                    | Кристиан                          | Diving Sunset Flip                | 05:04                             |
| 4            | Уильям Ригал                      | Команда Ортона                    | MVP                               | Drive-by Kick                     | 06:42                             |
| 5            | MVP                               | Команда Кингстона                 | Коди Роудс                        | Cross Rhodes                      | 09:58                             |
| 6            | Коди Роудс                        | Команда Ортона                    | Кристиан                          | Killswitch                        | 11:34                             |
| 7            | Кристиан                          | Команда Кингстона                 | Рэнди Ортон                       | RKO                               | 13:16                             |
| 8            | CM Punk                           | Команда Ортона                    | Кофи Кингстон                     | Roll-up                           | 20:30                             |
| 9            | Рэнди Ортон                       | Команда Ортона                    | Кофи Кингстон                     | Trouble in Paradise               | 20:40                             |
| Выживший(е): | Кофи Кингстон (Команда Кингстона) | Кофи Кингстон (Команда Кингстона) | Кофи Кингстон (Команда Кингстона) | Кофи Кингстон (Команда Кингстона) | Кофи Кингстон (Команда Кингстона) |

| Выбывание    | Рестлер                               | Команда                               | Кем был выбит                         | Приём                                 | Время                                 |
| ------------ | ------------------------------------- | ------------------------------------- | ------------------------------------- | ------------------------------------- | ------------------------------------- |
| 1            | Лэйла                                 | Команда Мишель                        | Келли Келли                           | K2                                    | 01:14                                 |
| 2            | Гейл Ким                              | Команда Микки                         | Мишель МакКул                         | Faith Breaker                         | 02:04                                 |
| 3            | Джиллиан                              | Команда Мишель                        | Ив Торрес                             | Diving Sunset Flip                    | 03:34                                 |
| 4            | Ив Торрес                             | Команда Микки                         | Бет Феникс                            | Glam Slam                             | 03:54                                 |
| 5            | Келли Келли                           | Команда Микки                         | Бет Феникс                            | Glam Slam                             | 04:08                                 |
| 6            | Бет Феникс                            | Команда Мишель                        | Микки Джеймс                          | Crucifix Pin                          | 04:43                                 |
| 7            | Алисия Фокс                           | Команда Мишель                        | Микки Джеймс                          | Lou Thesz Press                       | 06:24                                 |
| 8            | Мишель МакКул                         | Команда Мишель                        | Мелина                                | Last Call                             | 10:38                                 |
| Выживший(е): | Микки Джеймс и Мелина (Команда Микки) | Микки Джеймс и Мелина (Команда Микки) | Микки Джеймс и Мелина (Команда Микки) | Микки Джеймс и Мелина (Команда Микки) | Микки Джеймс и Мелина (Команда Микки) |